# Gandarilla
Gandarilla es una localidad del municipio de San Vicente de la Barquera (Cantabria, España). Queda a unos 7 kilómetros al sur de la capital municipal. Gandarilla, en el año 2013, contaba con una población de 102 habitantes (INE). El pueblo está situado a una altitud de 120 metros sobre el nivel del mar, a orillas del río homónimo, que nace en esta parte meridional del municipio y que forma la marisma llamada de Pombo ría de San Vicente de la Barquera.
De su patrimonio destaca la iglesia parroquial, que data del siglo XVII. Tiene una nave con bóveda de cañón y sobre el crucero se alza una cúpula. Conserva un retablo mayor perteneciente al barroco popular del siglo XVIII.
Etimológicamente hablando el nombre de Gandarilla, según apunta Alberto González Rodríguez en su obra Toponimía Mayor de Cantabria, proviene del término prerromano gándara, que significa algo así como terreno pedregoso y en cuesta. Algunas partes de la localidad coinciden con esta definición.
Pascual Madoz, en su célebre Diccionario geográfico-estadístico-histórico de España y sus posesiones de Ultramar dice sobre Gandarilla: 

Barrio de la provincia de Santander, partido judicial de San Vicente de la Barquera, a cuya villa pertenece su vecindario, otra parte a Val de San Vicente, otra a Herrerías y el resto a Valdáliga. Tiene iglesia parroquial (Nuestra Señora de las Nieves), servida por un cura de term. y presentación diocesano. Su terreno es pantanoso por los muchos riachuelos que le cruzan. Produce maíz y castañas. Población 30 vecinos y 196 almas. Contribuye con los ayuntamientos a cuya jurisdicción pertenece.
Diccionario Geográfico-Estadístico e Histórico de España y sus Posesiones de Ultramar (Madrid,1845-1850)

Esta pertenencia de Gandarilla a cuatro municipios distintos desde tiempos inmemoriales se terminó en 1924, cuando los vecinos del pueblo remitieron una solicitud al gobernador de la provincia de Santander instándole a que todos los barrios de la localidad pasasen a estar integrados en un solo municipio, el de San Vicente de la Barquera.
Gandarilla está dividida en diversos barrios, en algunos casos formados por dos o tres edificaciones. Tienen nombres tan significativos como: El Toral, El Cojinu, Las Casas de Canal o La Puente, La Torre, La Cotera, La Coteruca, El Callejón, La Casona, La Helguera, El Calvario, El Corral de Concejo, Las Torres, La Vega, La Llosa, La Venta, La Ventura, El Cotero, Llende, Las Mestas, o Las Alisas, que nos hablan del terreno, la actividad agrícola, ganadera o comercial de sus moradores, así como del tipo de construcciones más destacadas de él.
La patrona de Gandarilla es la Virgen de Las Nieves, y su festividad se celebra todos los años los días 5 y 6 de agosto.

## Personajes ilustres
- Toribio Martínez de la Vega, arquitecto mayor del Reino de Murcia.[1]

- Juan Gutiérrez de Gandarilla (finales del siglo XIX-principios del XX). Fue escritor de cuentos y novelas costumbristas montañesas como Cosucas de Mi Tierra (1899) o María Luisa (1927). También fue articulista en diversos periódicos y revistas como el Eco de los Valles (Panes, Asturias), El Eco Montañés (La Habana, Cuba), La Atalaya, El Diario Montañés (Santander), etc.